# Markolt Sebestyén
Markolt Sebestyén (Budapest, 1979. május 31. –) magyar szobrász.

## Köztéri szobrai, időrendben
- Pécs Széchenyi tér pad-projekt - az S70 Stúdió megrendelésére (Pécs, széchenyi tér, gránit tömbökön terülő minták homokfúvásos technikával, 2009)
- Boldogasszony, "Várandós Boldogasszony"; (Budaszentlőrinci Pálos kolostorrom, Bp.II. Budakeszi út 91.; süttői kemény mészkő, 2011.márc.25.)[1]
- Nepomuki Szent János (Bp. II. Keleti Károly út - Bimbó út; süttői mészkő, 2011. nov. 25.)[2]
- A hét ferences vértanú emlékműve (Bp.II. Tövis u. 1. templom bejárat; fehér márvány, 2012.okt.23.)[3]
- Szent Antal prédikál a halaknak (Balatonudvari, Gesztenyés sor 3.; süttői mészkő, 2015.júl.18.)[4]
- "Jancsi és juliska" Libapásztor-leány és pásztorfiú  Lőthe Éva két szobrának (1931) rekonstrukciója (Baár-Madas Gimnázium kertje, II. kerület, Lorántffy Zsuzsanna utca 3.)
- Oltalmazó Szűzanya (2022) (Piliscsaba, Mátyás király utca 36. Az Egyházközségi Nővérek Társasága rendházának kertjében)[5]